# Лонате-Поццоло
Лонате-Поццоло (итал. Lonate Pozzolo, ломб. Lonaa Pozzoeu) — город и коммуна в Италии, располагается в провинции Варесе области Ломбардия.
Население составляет 11 785 человек (на 2004 г.), плотность населения составляет 396 чел./км². Занимает площадь 29 км². Почтовый индекс — 21015. Телефонный код — 0331.
Покровителем коммуны почитается святитель Амвросий Медиоланский. Праздник ежегодно празднуется 7 декабря.